# Indecent Proposal
Indecent Proposal is een Amerikaanse film uit 1993 van regisseur Adrian Lyne, gebaseerd op het gelijknamige boek van Jack Engelhard.

## Verhaal
David (Woody Harrelson) en Diana Murphy (Demi Moore) zijn een gelukkig, pasgetrouwd stel, die al samen zijn sinds hun tienerjaren. David is een architect die al zijn vrije tijd besteedt aan het uittekenen van zijn droomhuis, terwijl Diana de twee onderhoudt met haar makelaarswerk. De twee kopen een stuk land dat perfect zou zijn voor David's droomhuis en besteden al hun geld hieraan, maar dan komt er een recessie waardoor David zijn werk kwijt raakt en ook Diana zonder klanten komt te zitten. De bank neemt het land en het huis in bezit, tenzij ze met vijftigduizend dollar over de brug kunnen komen. Wanhopig vertrekt het echtpaar naar Vegas, waar ze na één nacht de helft van het geld al binnen hebben. Ondertussen past Diana een peperdure jurk aan en wordt ze gezien door miljardair John Gage (Robert Redford), die gecharmeerd van haar is en voor haar de jurk wil kopen, maar Diana geeft aan niet te koop te zijn.
Overweldigd door hun geluk gaat het paar de volgende avond terug om de rest van het geld te winnen, maar in plaats daarvan verliezen ze alles. Op weg naar buiten zien ze John aan de blackjack tafel zitten. Hij verliest vele duizenden dollars en vraagt Diana om bij hem te komen voor geluk. Ze wint één miljoen voor hem en als dank betaalt John een hotelkamer voor de twee en nodigt ze uit op zijn feest, waar hij ze een voorstel doet: hij betaalt hen één miljoen dollar als Diana een nacht met hem doorbrengt. David en Diana wijzen het voorstel direct af, maar komen hier na een slapeloze nacht op terug. Met de hulp van David's advocaat Jeremy (Oliver Platt) wordt het contract opgesteld en Diana blijft bij John. David bedenkt zich al snel en haast zich om het af te blazen, maar is te laat en ziet hoe John en Diana per helikopter vertrekken.
Hij brengt haar naar zijn cruiseschip waar hij haar de keuze laat; de deal afblazen of te blijven. Hij gooit een munt op en die eindigt in zijn voordeel, waardoor de twee de nacht samen zijn. De daaropvolgende dag keert Diana terug in de hotelkamer, waar David verslagen op de grond zit. Ze besluiten om de nacht te vergeten maar dit lijkt moeilijker dan gedacht, helemaal wanneer de bank laat weten dat de grond en het huis inmiddels verkocht is aan iemand anders.  David vertrouwt Diana niet meer en vindt de businesskaart van John in haar portemonnee. In een poging het goed te maken zoekt Diana op wie de grond gekocht heeft en komt erachter dat het John was. Boos zoekt ze hem op en verzoekt hem de grond terug te geven, wat hij weigert. Wanneer ze vertelt dat ze John heeft opgezocht verlaat David kwaad het huis.
Een aantal weken later komt John op het makelaarsbedrijf van Diana, zogenaamd op zoek naar de duurste huizen. Diana's baas dwingt haar om met hem mee te gaan, aangezien zij de beste verkoopster is van het bedrijf. Hij probeert haar opnieuw te veroveren maar faalt, waarna hij haar zijn huis laat zien en vraagt wat het mist. Volgens haar mist het een leven, waarna hij reageert dat het haar mist. Weer gaat ze niet op hem in en vertrekt. John blijft haar opzoeken en laat haar opnieuw het huis zien, deze keer met alle dingen die het miste volgens haar. Hij vertelt haar hoe hij, in zijn jeugd, een meisje uit zijn handen heeft laten glippen en dat er geen dag voorbij gaat dat hij niet aan haar denkt, en dat hij dit niet opnieuw wil laten gebeuren. Ze dansen samen en, voordat ze vertrekt, zoenen ze.
Ondertussen heeft David de bodem bereikt. Achtervolgd door de herinneringen aan zijn vrouw zoekt hij haar en John, die nu samen zijn, in een dronken bui op. Nadat hij John probeert te slaan, maar mist en valt, brengt de vertrouweling van John, mr. Shackleford (Seymour Cassel), hem terug naar huis. David pakt zichzelf weer op en krijgt een baan als docent. Jeremy zoekt hem op tijdens een van zijn lessen en laat weten dat Diana een scheiding wil, en als David het accepteert krijgt hij het miljoen en de grond van zijn droomhuis. Hij zoekt Diana op en vindt haar met John op een liefdadigheidsveiling. Het eerste dier dat geveild wordt is een nijlpaard. Dit dier brengt bij Diana fijne herinneringen terug, waardoor John hoog inzet. Als hij met vijftigduizend dollar de winnaar lijkt te zijn, biedt iemand een miljoen. Het is David, die wint en vervolgens een moment met Diana vraagt.
Hij vertelt haar hoe hij nu eindelijk weet dat mensen die van elkaar houden bij elkaar blijven: niet omdat ze fouten vergeten, maar omdat ze die vergeven. Hij tekent de scheidingspapieren en laat Diana achter. Op de terugweg met John geeft Diana aan te willen praten, maar John is haar te vlug af. Hij en Mr. Shackleford hebben het erover dat zij de beste vrouw is van de 'miljoen dollarclub' en dat hij het trucje met haar veel vaker heeft gedaan. Diana doorziet dit, bedankt hem en stapt uit. Terwijl zij naar de bus rent om terug te keren naar haar man, vraagt Shackleford aan John waarom hij haar liet gaan, waarop hij antwoordt: 'ze zou nooit op dezelfde manier naar mij hebben gekeken als dat ze naar hem kijkt.' Diana keert terug naar Paradise Cove, waar David haar zeven jaar geleden ten huwelijk vroeg. David zit daar ook en ze blazen hun liefde nieuw leven in.

## Rolverdeling
| Acteur             | Personage       |
| ------------------ | --------------- |
| Robert Redford     | John Gage       |
| Demi Moore         | Diana Murphy    |
| Woody Harrelson    | David Murphy    |
| Seymour Cassel     | Mr. Shackleford |
| Oliver Platt       | Jeremy          |
| Billy Bob Thornton | Day Tripper     |

## Muziek
De filmmuziek werd gecomponeerd door John Barry.

## Trivia
- In 2006 kwam de telefilm Escort uit, met Rifka Lodeizen en Bastiaan Ragas. De films behandelen dezelfde thema's.